# Israel Kleiner
Pour les articles homonymes, voir Kleiner.
Israel Kleiner est un mathématicien et historien des mathématiques canadien.

## Formation et carrière
Kleiner obtient une maîtrise à l'université Yale (1963) et un doctorat à l'université McGill (1967) sous la direction de Joachim Lambek avec une thèse intitulée Lie modules and rings of quotients. Avant sa retraite comme professeur émérite, il fait carrière comme professeur de mathématiques à l'université York, où il est membre de la faculté depuis 1965 et où il coordonne le programme de formation des professeurs de mathématiques enseignant au secondaire. 

## Travaux
Il est connu pour ses travaux sur l'histoire de l'algèbre et sur la combinaison de l'histoire des mathématiques et de l'enseignement des mathématiques.

## Prix et distinctions
Il reçoit le prix Carl B. Allendoerfer en 1987 et à nouveau en 1992, le prix George Pólya en 1990 et le prix Lester Randolph Ford en 1995. Il est au milieu des années 2000 vice-président de la Société canadienne d'histoire et de philosophie des mathématiques.

## Publications

### Livres
- Turning Points in the History of Mathematics (avec Hardy Grant), Birkhäuser 2016
- Excursions in the History of Mathematics, Springer 2012
- UA History of Abstract Algebra, Birkhäuser 2007
- (he) Selected Papers in the History of Mathematics, Maalot Academic Publishers, 1994.

### Articles
- Abstract (modern) algebra in America (1870-1950): a brief account. In: A Century of Advancing Mathematics, Math. Assoc. of America, 2015, pp. 191–216
- Intellectual courage and mathematical creativity (avec N. Movshovitz-Hadar). In: Creativity in Mathematics and the Education of Gifted Students, ed. par R. Leiken, A. Berman et B. Koichu, Sense Publishers, 2009, pp. 31–50
- The roots of commutative algebra in algebraic number theory, Mathematics Magazine, Vol. 68, 1995, pp. 3–15
- The principle of continuity: a brief history, Mathematical Intelligencer, Vol. 28, No. 4, 2006, pp. 49–57
- Fermat: The founder of modern number theory, Mathematics Magazine, Vol. 78, 2005 , pp. 3–14
- From Fermat to Wiles: Fermat's Last Theorem becomes a theorem, Elemente der Mathematik, Vol. 55, 2000, pp. 19–37
- Field theory: from equations to axiomatization, Parts 1 and 2, American Mathematical Monthly, Vol. 106, 1999, pp. 677–684 et 859-863
- A historically focused course on abstract algebra, Mathematics Magazine, Vol. 71, 1998, pp. 105–111
- From numbers to rings: an early history of ring theory, Elemente der Mathematik, Vol. 53, 1998, pp. 18–35
- Proof: a many-splendored thing (avec N. Movshovitz-Hadar), The Mathematical Intelligencer, Vol. 19, No. 3, 1997, pp. 16–26
- The genesis of the abstract ring concept, American Mathematical Monthly, Vol. 103, 1996, pp. 417–423
- The role of paradoxes in the evolution of mathematics (avec Nitsa Movshovitz-Hadar), The American Mathematical Monthly, Vol. 101, No. 10, 1994, pp. 963-974 (Prix Lester R. Ford 1995)
- The teaching of abstract algebra: an historical perspective, in Frank Swetz, Otto Bekken, Bengt Johansson, John Fauvel, Victor Katz (éds.) Learn from the masters, MAA 1994, pp. 225–239
- Emmy Noether: highlights of her life and work, L´Enseignement Mathematique, Vol. 38, 1992, pp. 103–124
- Rigor and proof in mathematics: a historical perspective, Mathematics Magazine, Vol. 64, 1991, pp. 291-314 (Prix Allendoerfer 1992)
- Evolution of the function concept: a brief survey, The College Mathematics Journal, Vol. 20, 1989, No. 4, pp. 282-300 (Prix Polya 1990)
- Thinking the unthinkable: the story of complex numbers (with a moral), Mathematics Teacher, Vol. 81, 1988, pp. 583–592
- A sketch of the evolution of (non-commutative) ring theory, L´Enseignement Mathematique, Vol. 33, 1987, pp. 227–267
- The evolution of group theory: a brief survey, Mathematics Magazine, Vol. 59, 1986, pp. 195-215 (Prix Allendoerfer 1987), republié dans G. L. Alexanderson, The harmony of the world: 75 years of Mathematics Magazine, MAA 2007, pp. 213–228.